# 坂下千里子
坂下 千里子（さかした ちりこ、旧姓名: 坂下 恭子 〈さかした きょうこ〉、1976年4月19日 - ）は、日本のタレント、コメンテーター、女優である。ボックスコーポレーション所属。

## 来歴
京都市下京区生まれ。同市伏見区や、宇治市で育つ。京都府立東宇治高等学校、亜細亜大学短期大学部卒業。
1994年、『第2回 アルペンTVCMイメージガール・オーディション』でグランプリとなり、スポーツ用品店チェーン「アルペン」のCMへの出演で芸能界デビューした。芸能事務所は、当時アルペンと親交深かった株式会社ボックスコーポレーションに所属することとなった。その後はグラビアページに出演するなどしたが芽が出ず、普通に女子大生としての日々を送った。
しかし1997年、テレビ番組 『王様のブランチ』に「ブランチリポーター（ブラン娘）」として出演するや人気者になり、その後はさらに、エステティックサロン 「スリムビューティハウス」のCMで披露した美脚が、「バッチリ、チリ脚」のキャッチフレーズとともに話題となってブレイクした。坂下は幼少時にバレエを習っており、その脚力を活かした。以来、タレントとして、バラエティ番組を中心に多数の出演をしており、2001年から6年に亘ってレギュラー出演したテレビ番組、『笑っていいとも!』では、時にお笑い芸人顔負けのリアクションでウケを取ることもあった。
2009年10月9日からは、『おもいッきりDON!』第一部「おもいッきりPON!」の金曜日コメンテーターとしてレギュラー出演。後番組『PON!』にも2014年まで継続して出演していた。
2015年4月から2021年3月まで『これでわかった! 世界のいま』でレギュラーゲストを務めた。
2019年10月22日に行われた「即位礼正殿の儀」のNHK特番に出演して話題になった。

### 私生活
2008年1月9日、当時テレビ番組制作会社勤務で2歳年下の男性と、4年間の交際を経て結婚、同年1月8日、翌日に入籍することが発表された。男性はテレビ番組 『サンデージャポン』（TBS系）を担当していたカメラマン。2002年、テレビ番組 『もしもツアーズ』（フジテレビ）の出演者とカメラマンとして出会いその後も現場で顔を合わせていた。交際のきっかけは『恋するハニカミ!』（TBS系）で、彼と疑似デートしたこと。不器用ながら一生懸命エスコートしようとしてくれる姿に「キュンとなった」という。
2008年6月29日の結婚式を経て、9月上旬より産休に入った。11月5日に第一子となる女児を、2010年12月に第二子となる男児を出産した。

## 人物
- 「千里子」という芸名は、所属事務所の社長が「千里を探して見つけた子」と昔から温めていたもので、イメージに十二分に合う新人として命名したものである。
- 趣味はゴルフとスノーボード、特技は書道である。書道は13年習っており高校時代は習字の先生になることも考えていた[8]。
- 2000年代まではドラマによく出ていたが、基本的な事を習っていないから現場ではどこを見たら良いのかもわからないと後に発言していた。また、共演歴もあるMEGUMIからは、下手だと駄目だしされた[9][10]。
- 『王様のブランチ』以来、テレビのレギュラー出演はほぼ途絶えていないことから「30年テレビから消えない」とされ、テレビでの振る舞い方について「良い意味で落ち着きがなく、時に攻撃的」とも言われている[11]。
- 実家はセメント販売会社であり[12][4]、父は宇治市議会議員で市議会議長も務めた坂下弘親[13][14]。
- ハライチ・岩井勇気の才能を誰よりも早く認めていたことから、岩井に恩人と感謝されており[15]、『ハライチのターン!』（TBSラジオ）では坂下の誕生月になると「坂下千里子生誕祭」が開催される[16]。

## 出演

### テレビドラマ
- 夏!デパート物語（1995年7月 - 9月、大映テレビ制作、TBSテレビ）
- 結婚はいかが?（1996年9月 - 10月、NHK総合）
- 彼女たちの時代（1999年7月 - 9月、フジテレビ）
- OLヴィジュアル系（2000年、テレビ朝日）
- 土曜ワイド劇場『はみだし弁護士・巽志郎』シリーズ（朝日放送） - 三枝美穂 役
6作目『六本木〜福島 ダブル殺人事件の謎を追って美人保険調査員と二人三脚の旅』（2002年8月17日）
7作目『運命の再会 人妻のかなわぬ愛の追跡 磐梯山・猪苗代湖に消えたアリバイ証人』（2003年4月19日）
8作目『屋久島に消えた”無罪?”の殺人者』（2004年6月19日）
9作目『元妻・セレブは殺人犯!? 年下ホストと危険な情事 美人記者とみちのく二人旅』（2005年9月17日）
10作目『出会い系サイトは死の香り、美人妻ストーカー殺人事件』（2006年08月19日）
11作目『愛娘を惨殺された父親と狂気の復讐!』（2011年4月16日）
12作目『瀕死の息子に殺人容疑?母なる瞬間、究極の母性がわが子を守る!』（2012年10月20日）
- 幸福の王子（2003年7月 - 9月、日本テレビ）
- ラストクリスマス（2004年10月 - 12月、フジテレビ） - 本山美樹 役※レギュラー
- ドラマ・コンプレックス『ダイエットの女王 鈴木その子物語』（2006年4月25日、日本テレビ） - 鈴木その子（20代頃）役
- 水曜ミステリー9『旅行作家・茶屋次郎』シリーズ 第6作〜8作（2006年 - 2008年、テレビ東京） - 江原小夜子 役※レギュラー
- マチベン（2006年4月 - 5月、NHK総合）ユキ 役
- ナショナル劇場『浅草ふくまる旅館』（2007年1月 - 3月・10月 - 12月、テレパック制作、TBSテレビ） - 染め奴 役
- 松本清張ドラマスペシャル『書道教授』（2010年3月23日、日本テレビ） - 千葉早苗 役

### 映画
- 模倣犯（2002年、東宝）
- 翔んで埼玉 〜琵琶湖より愛をこめて〜（2023年、東映）[17]

### 舞台
- 伊東四朗一座 急遽再結成公演「喜劇 芸人誕生物語」（2005年7月19日）

### 劇場アニメ
- 名探偵コナン 戦慄の楽譜（2008年、東宝） - 女性スタッフ 役[18]

### ラジオ
- お嬢様の夜ふかし（1998年10月 - 1999年9月、TBSラジオ）
- 坂下千里子のビューティーお先です!（2000年4月 - 2003年3月、TBSラジオほか）
- 伊集院光 日曜日の秘密基地（2002年1月6日、伊集院冬休みのためピンチヒッター）

### バラエティー・情報番組 ほか
- 王様のブランチ（1997年4月 - 2000年3月、2010年5月15日VTR出演、TBSテレビ）
- 王様のお夜食（1999年4月 - 2000年3月、TBSテレビ）
- ロンドンハーツ（2000年 - 2004年、テレビ朝日）
- 三宅裕司のドシロウト（2000年4月 - 9月、山口放送）
- いきなり!黄金伝説。（2000年11月 - 2003年3月、テレビ朝日）
- 森田一義アワー 笑っていいとも!（2001年4月 - 2007年3月・2009年9月1日、フジテレビ）
- 絶品!地球まるかじり（2001年4月 - 2002年3月、テレビ東京）
- 虎の門（2001年10月 - 2004年12月、テレビ朝日）
- 笑いがいちばん（2002年4月 - 2004年3月、NHK総合）
- ぐるぐるナインティナイン（2002年 - 2004年、日本テレビ）
- もしも体感バラエティ if（2002年10月 - 2004年3月、フジテレビ）
- もしもツアーズ（2002年10月 - 2010年5月、フジテレビ）
- ジョーシキの時間2（2003年、日本テレビ）
- 天才!志村どうぶつ園（2004年 - 2005年9月、日本テレビ）
- オモシロ好奇心☆どろんぱ!（2005年4月 - 9月、よみうりテレビ）
- ちりちりドクモちゃん（2006年4月 - 2006年9月、毎日放送）
- オンナのじかんですよ。（2006年12月 - 2007年6月、テレビ東京）
- きになるオセロ（2007年7月頃 - 2008年3月、朝日放送） -  準レギュラー
- サカスさん（2009年4月7日 - 9月、TBSテレビ） - 隔週火曜日スタジオ出演、毎週火曜日VTR出演
- PON!（2010年3月31日、4月2日 - 2014年3月25日[19]、日本テレビ） - 金曜日コメンテーター
- プレミアの巣窟（2011年5月9日 - 2013年3月、フジテレビ）
- おとなの基礎英語（2012年4月2日 - 2015年4月2日、NHKEテレ）
- これでわかった! 世界のいま（2015年4月5日 - 2021年3月28日、NHK総合） - キャスター
- ノンストップ!（2015年4月 - 、フジテレビ）※2015年4月より毎月最終週金曜日→水曜日（隔週）→月曜日
- 暮らしハッピー!自分流 Do Create Mystyle（2017年4月8日 - 2018年3月24日、BS朝日） - MC
- 発見!タカトシランド（北海道文化放送）
  - 2019年8月23日 - 札幌・屯田エリアでイイとこ探し!
  - 2019年9月13日 - 札幌・稲穂エリアでイイとこ探し!
  - 2022年9月23日 - 江別エリアでイイとこ探し!
  - 2022年9月30日 - 当別エリアでイイとこ探し!
- 健康カプセル!ゲンキの時間（2021年7月4日 - CBCテレビ） - 3代目MC
- newsおかえり（2022年4月7日 - 朝日放送テレビ） - 木曜日サブMC

### CM
- アルペン
- うすい百貨店
- 東洋水産「マルちゃんホットヌードル」
- ツーカーセルラー東海
- ロッテ
- スリムビューティハウス「バッチリチリ脚!」篇
- 郵政省
- ニチレイ
- NTTリース（2002年4月 - 2005年3月）
- 浅田飴
- 永谷園「野菜たっぷりコンソメでお茶づけ風、冷やし中華風サラダ麺」
- アサヒ飲料「健康ブレンド十六茶」（2004年）
- シティファイナンシャル・ジャパン「ユニマットレディス」（2005年4月）
- コロナワールド（2007年）
- ハウス食品「ウコンの力」（2008年4月）「北海道チャウダー」（2008年9月）こくまろカレー（2011年2月）
- 品川近視クリニック（2008年9月 - 2009年）
- 花王「メリット」（2010年2月 - 2013年、江角マキコ・髙田万由子と共演）
- ファイザー「子どもの肺炎球菌ワクチン」（2011年12月、子ども（長男）と共演[20]）
- 小林製薬「ブルーレット・デコラル」（2014年 - 2015年）
- 日清医療食品「食宅便」（2018年6月 - ）

## 作品

### CDシングル
- 浜辺のCHILI-CHILIダンス（スリムビューティーハウスCMソング） 作詞・作曲 DJ NAO （2000年、インディペンデントレーベル）
- 夢みるチポリン（2005年）笑っていいとも!の企画でリリース

### DVD
- バレエ・エクササイズ 第一巻 基礎編（2005年、TDKコア）
- バレエ・エクササイズ 第二巻 応用編（2005年、TDKコア）

## 書籍
- 千里子のマタニティBOOK（2010年4月、大和書房）ISBN 4-479782125

### 写真集
- 1st写真集「chiriko」（2000年8月、ワニブックス）ISBN 4-847025776
- 2nd写真集「BACK OFF!!」（2003年2月、音楽専科社）ISBN 4-87279124X
- 3rd写真集「Cherry Drop」（2007年1月、ワニブックス）ISBN 4-847029887